# Gabriel Bengtsson Oxenstierna
Gabriel Bengtsson Oxenstierna af Korsholm och Wasa (18. června 1586 – 12. prosince 1656) byl švédský hrabě a státník, říšský admirál a správce daní. Byl bratrancem známého švédského kancléře Axela Oxenstierny.

## Život
Oxenstierna ztratil krátce po svém narození otce, stejně jako jeho bratranec Axel.
Gustav II. Adolf ho považoval za schopného muže a často využíval jeho služeb. Již roku 1611 se Oxenstierna stal správcem Estonska. Roku 1631 se stal guvernérem Finska, odkud se roku 1633 vrátil do Stockholmu, kde získal v poručnické vládě (vládnoucí po dobu nezletilosti královny Kristýny) pozici říšského správce daní. Roku 1645 ho samotná Kristýna úřadu zbavila a jmenoval generálním guvernérem v Livonsku. V roce 1647 byl na vlastní žádost z funkce uvolněn a posléze se mu podařilo získat Kristýninu důvěru zpět, roku 1652 byl jmenován říšským admirálem.
Současný švédský král Karel XVI. Gustav je jeho pokrevním příbuzným.

## Osobnost
Oxenstierna nebyl na rozdíl od svého bratrance nijak státnicky nadán. Peter Englund jeho působení ve funkci říšského správce daní charakterizoval ve své knize Nepokojná léta následovně: "Chamtivý a lenivý muž, který se záhy ukázal jako zcela nevhodný pro tak důležitou funkci, letargicky hleděl na dno říšské pokladny, kde nebylo nic než šedivý prach a pár starých propadlých směnek."

## Děti
- Sigrid Gabrielsdotter Oxenstierna (1612–1651)
- Gabriel Gabrielsson Oxenstierna (1619–1673)
- Margareta Gabrielsdotter Oxenstierna (1617–1653)
- Anna Gabrielsdotter Oxenstierna (1620–1691)
- Bengt Gabrielsson Oxenstierna (1623–1702)
- Gustaf Gabrielsson Oxenstierna (1626-1693)